# Стерлинг, Татьяна Сергеевна
Татьяна Сергеевна Стерлинг (урождённая Королькова, 1942) — российская оперная певица (лирико-колоратурное сопрано), музыкальный педагог. Народная артистка Российской Федерации (1993).

## Биография
Окончила Ленинградское музыкальное училище по классу фортепиано. С 1963 по 1964 годы работала в Калинине (ныне Тверь) в музыкально-педагогическом училище преподавателем и концертмейстером. Затем с 1966 по 1967 год была солисткой Грозненской филармонии. В 1967 году переехала в Москву, где до 1969 года работала преподавателем вокала в Доме культуры имени Павлика Морозова. Продолжила образование в Музыкально-педагогическом институте имени Гнесиных на кафедре сольного пения в классе А. И. Малюты. Окончила институт в 1972 году, с третьего курса пела в Московской филармонии.
Голос Татьяны Стерлинг имеет широкий диапазон, обладает большой выносливостью и характеризуется лиричностью, кантиленностью и склонностью к итальянским традициям бельканто.
В репертуаре певицы были произведения советских и зарубежных композиторов, хотя последним она отдавала предпочтение: «Реквием» Дж. Верди, «Реквием» В. А. Моцарта,  Девятая симфония и «Торжественная месса» Л. ван Бетховена, «Рождественская оратория» И. С. Баха, Концерт для голоса с оркестром Р. М. Глиэра, вальсы Й. Штраусса. Она была участником многочисленных гастрольных поездок по стране: в Ленинград, Киев, Прибалтику, Сибирь и на Дальний Восток. На фирме «Мелодия» было выпущено несколько пластинок с записью арий из известных опер в исполнении Татьяны Стерлинг.

## Награды и премии
- 1987 — Заслуженный артист РСФСР.
- 1993 — Народный артист Российской Федерации[4].